# المنظمة الوطنية لأبناء الشهداء
المنظمة الوطنية لأبناء الشهداء هي منظمة تضم أبناء الشهداء أثناء ثورة التحرير ضد الاحتلال الفرنسي للجزائر.

## الأمناء العامون
| رقم | الأمين العام     | بداية [الفرنسية] | نهاية           |
| --- | ---------------- | ---------------- | --------------- |
| 01  | الطيب الهواري    | 15 ماي 1997م     | 28 نوفمبر 2001م |
| 02  | عبد القادر مختار | 28 نوفمبر 2001م  | 16 مارس 2015م   |
| 03  | الطيب الهواري    | 16 مارس 2015م    | 2018م (حاليا)   |

الأمين العام الأول للمنظمة الوطنية لأبناء الشهداء هو الطاهر بن بعيبش من ولاية جيجل سنة 1989م قبل ترؤسه حزب التجمع الوطني الديمقراطي ثم تأسيسه وترؤسه حزب الفجر الجديد سنة 2012م .

## الأهداف
تهدف هذه المنظمة إلى المساهمة في:
- إعداد قانون المجاهد وكذلك قانون الشهيد.
- الحفاظ على المصالح المعنوية والمادية لأبناء شهادء الثورة النحريرية الجزائرية وذويهم.
- تحديد هوية ابن الشهيد ومنحها بعد التحقيق.
- حشد الوسائل اللازمة لكتابة تاريخ الثورة الجزائرية.
- جمع وترتيب الآلاف من شهادات المجاهدين وأرامل وأبناء الشهداء.
- تنظيم حلقات دراسية واجتماعات في جميع أنحاء الإقليم الوطني الجزائري.

### مواضيع ذات صلة
- المقاومة الشعبية الجزائرية ضد فرنسا
- ثورة تحرير الجزائر
- جبهة التحرير الوطني الجزائري
- جيش التحرير الوطني الجزائري
- وزارة المجاهدين الجزائرية
- المنظمة الوطنية للمجاهدين الجزائرية
- المنظمة الوطنية لأبناء المجاهدين
- يوم المجاهد
- يوم الشهيد
- يا شهيد الوطن
- مقام الشهيد

## وصلات خارجية
- الموقع الرسمي للمنظمة
- الموقع الرسمي لوزارة المجاهدين الجزائرية